# Grace Napolitano

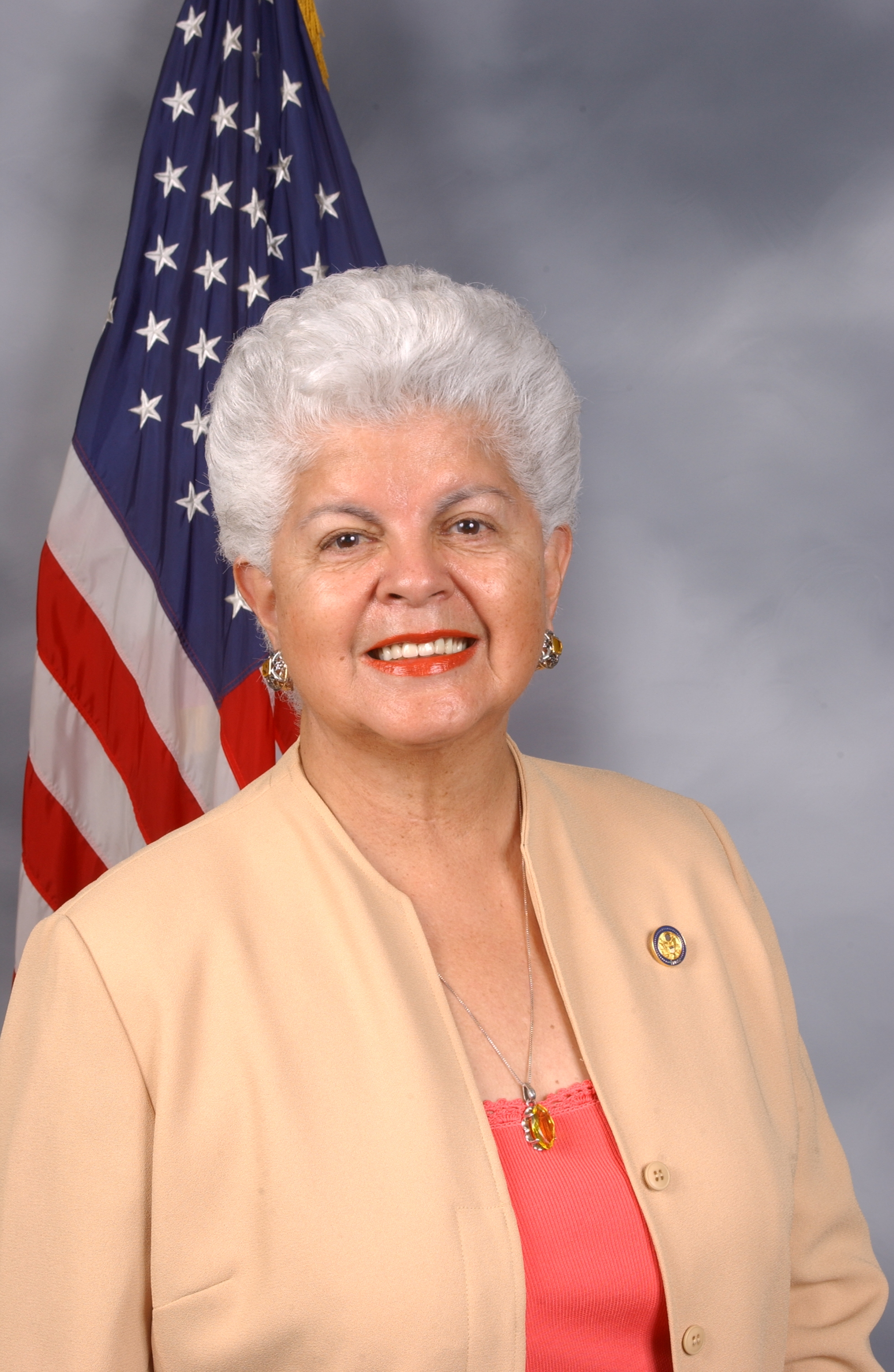
Grace Napolitano

Graciela Flores "Grace" Napolitano, född 4 december 1936 i Brownsville, Texas, är en amerikansk demokratisk politiker. Hon är ledamot av USA:s representanthus sedan 1999.
Napolitano gick i skola i Brownsville High School i Brownsville. Hon studerade vid Cerritos College i Kalifornien och vid Texas Southmost College utan att avlägga akademisk examen. Hon var borgmästare i Norwalk 1989-1990 och ledamot av Kaliforniens lagstiftande församling 1992-1998.
Kongressledamoten Esteban Edward Torres kandiderade inte till omval i kongressvalet 1998. Napolitano vann valet och efterträdde Torres som kongressledamot i januari 1999. Hon har omvalts fem gånger.
Napolitano är katolik av mexikansk härkomst.